# Saint-Pierre-de-Chandieu
Saint-Pierre-de-Chandieu là một xã thuộc tỉnh Rhône trong vùng Auvergne-Rhône-Alpes phía đông nước Pháp. Xã này nằm ở khu vực có độ cao trung bình 365 mét trên mực nước biển.